# 巴哈馬副脂䲁
巴哈馬副脂䲁（學名：Paraclinus infrons），為輻鰭魚綱䲁形目脂䲁科副脂䲁屬的一個種，分布於西大西洋美國佛羅里達州東南部、巴哈馬群島至貝里斯海域，深度12至45公尺，本魚體長，吻部相對較長且尖，眼上方有寬而扁平的捲鬚，前鼻孔為一相對較長的管狀結構，鰓蓋骨有棘狀突起，側線完整，連續，拱起於胸鰭上方，頭部和身體紅色至紅棕色，吻部頂端、頰部和喉部白色，背鰭後基部有兩個小眼斑，臀鰭上沒有，背鰭和臀鰭具有一系列深色橫帶，第一條橫帶位於背部凸起的前棘上，尾鰭透明，背鰭硬棘26-28枚，第3和第4背棘之間有深凹口，前2根背棘明顯隆起，背鰭軟條1枚、臀鰭硬棘2枚、臀鰭軟條17-18枚，體長可達3公分，棲息在海草生長的礁石區或礫石區，生活習性不明。